# Mariä-Empfängnis-Kirche (Niemcza)
Die römisch-katholische Pfarrkirche der Unbefleckten Empfängnis der Heiligen Jungfrau Maria kurz Mariä-Empfängnis-Kirche (polnisch Kościół Niepokalanego Poczęcia Najświętszej Maryi Panny) in Niemcza (deutsch Nimptsch) in der Woiwodschaft Niederschlesien geht auf eine Gründung von 1295 zurück. Von 1534/35 bis 1692 und von 1697 bis 1945 war sie eine nach den Aposteln Peter und Paul benannte evangelische Pfarrkirche. Der heutige neuromanische Kirchenbau wurde von 1854 bis 1865 nach Plänen des Architekten Friedrich August Stüler errichtet.

## Geschichte

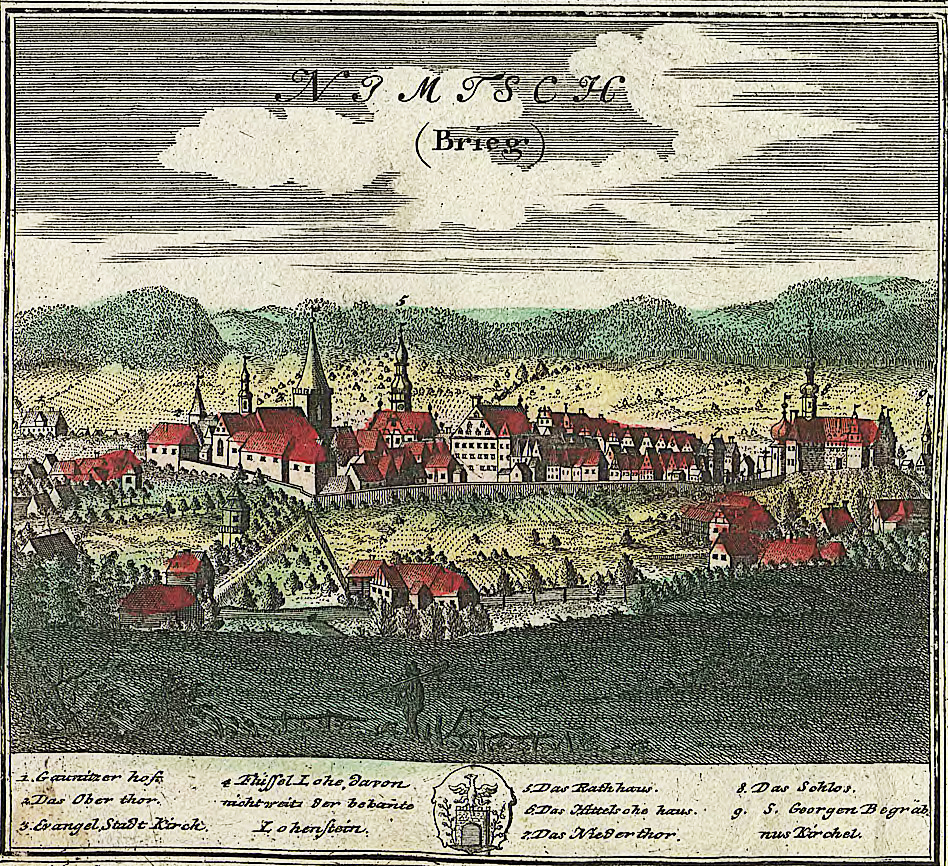
Der Vorgängerbau links auf einer Stadtansicht von 1752

Ausgrabungen bestätigen, dass die heutige Mariä-Empfängnis-Kirche auf den Fundamenten eines früheren um das 11. Jahrhundert entstanden steinernen Gebäudes errichtet wurde. Auf dem Stadtberg befanden sich im 12. Jahrhundert neben der hölzernen Kastellaneiburg mit der Peterskapelle noch eine Stadtsiedlung sowie ein um die Adalbertkirche vorgelagerter Marktflecken. Möglicherweise stiftete Herzogin Hedwig im Umfeld der Nimptscher Burg 1215 eine neue Kapelle. Diese wurde unter dem Breslauer Herzog Heinrich IV. 1288 als „capella seu oratorium castri nostri in Nimez“ erwähnt. 1295 verlieh Herzog Heinrich V. der neuen „Marienkirche“, die der Adalbertkirche als Filialkirche unterstellt wurde, alle Einkünfte die „sein Oheim einst der Peterskapelle geschenkt hatte“. Das Gotteshaus wurde schließlich zur Hauptkirche der Stadt und von der polnischen und deutschen Bevölkerung gemeinsam, aber getrennt genutzt. Die ursprüngliche Pfarrkirche von Nimptsch St. Adalbert soll später den Namen St. Georg erhalten haben und zur Begräbniskirche umfunktioniert worden sein. 
Nach der Teilung des Herzogtums Breslau 1311 gelangte Nimptsch an das Herzogtum Brieg. Von 1463 bis 1490 war Christoph von Reibnitz und von 1490 bis 1493 Valentin Prerose Pleban von Nimptsch. Während der von 1494 bis 1507 andauernden Amtszeit des Presbyters Kaspar Koch († 1534) breiteten sich die Lehren Luthers in der Stadt aus. Die Bürgerschaft von Nimptsch und die Einwohner der umliegenden Dörfer traten größtenteils zum evangelischen Glauben über. Die bisherige Marienkirche erhielt nun das Patrozinium St. Peter und Paul und 1534/35 das „freie Exerzitium des Luthertums“, bei deren Religion sie ohne Unterbrechung bis 1692 verblieb. Während des Dreißigjährigen Krieges wurde Nimptsch 1633 durch die Truppen Wallensteins niedergebrannt. Der Wiederaufbau der Kirche erfolgte kurze Zeit später.
Mit dem Tode des letzten Schlesischen Piasten, Herzog Georg Wilhelms 1675 fielen dessen Herzogtümer Liegnitz, Wohlau und Brieg durch Heimfall an die Krone Böhmen. Anschließend wurde in Nimptsch die Gegenreformation durchgeführt. Nach dem Tode des Pastors Samuel Großer am 9. Juni 1692 ließ der sich auf das Patronatsrecht berufende böhmische Landesherr Kaiser Leopold I. mit Hilfe des katholischen Ratsmannes Legner die Pfarrkirche für die Protestanten sperren. Der Schließung ging einer Warnung der Brieger Fürstentumsregierung vom 20. Mai 1692 voraus. Die Gemeinde nutzen für den Gottesdienst zunächst das Kaplanhaus und die unversiegelte Begräbniskapelle St. Georg, bis der Hilfsgeistliche Jeremias Ullmann am 11. September 1697 den Schlüssel der Oberamtskommission übergab. Am folgenden Tag wurde durch den Ratsmann Legner auch die St.-Georgs-Kirche geschlossen. Ullmann begab sich 1697 in Begleitung des katholischen Pfarrers von Peilau nach Breslau, wo er selbst im Breslauer Dom zum katholischen Glauben konvertierte und als Ratsherr und Konsul nach Nimptsch zurückkehrte. 1701 wurden Pfarre und Schule dem katholischen Priester Zacharias Vogt übergeben, auf den 1705 der Erzpriester Franz Tichy folgte. Die evangelische 900 Seelen zählende Gemeinde hielt sich in den folgenden Jahren zur Pfarrkirche in Diersdorf. Im Zuge der Altranstädter Konvention erhielt die evangelische Gemeinde 1707 die städtische Pfarr- und Begräbniskirche zurück.
Nach dem Ersten Schlesischen Krieg 1742 fiel Nimptsch, wie der größte Teil Schlesiens, an Preußen. Damit verbunden kam auch das Kirchenpatronat an den preußischen König. Mitte des 19. Jahrhunderts wurde die evangelische Hauptkirche von Nimptsch als „massiv mit Schindeln bedeckt“ beschrieben. Das einschiffige Langhaus besaß an der Frontseite einen quadratischen Glockenturm mit Spitzhelm und Zinnenaufsatz. Seit 1852 war das Gotteshaus wegen Baufälligkeit geschlossen. Beim Stadtbrand von 1853 wurde die alte – in Teilen gotische – Kirche vollständig zerstört. Der Wiederaufbau im neoromanischen Stil in unmittelbarer Nähe des Vorgängerbaues begann 1854. Die Pläne lieferte der Architekt Friedrich August Stüler. Die Entwürfe des Architekten Alexis Langer die Kirche in neugotischen Stil wiederaufzubauen, wurden von König Friedrich Wilhelm IV. verworfen. Die Bauarbeiten waren bis 1865 abgeschlossen. Am 1. Oktober 1871 erfolgte durch die Teilung der Diözesen Nimptsch-Frankenstein und Glatz-Münsterberg die Bildung der neuen Diözese Nimptsch.

Nach der Vertreibung der deutschen Bevölkerung 1945/46 wurde die Kirche 1947 für den katholischen Gottesdienst verwendet. Während der kommunistischen Herrschaft verfielen zahlreiche Gebäude der Stadt, die Stadtkirche entging einem drohenden Abriss. 1969 bis 1975 wurde das Gebäude renoviert und dem katholischen Ritus angepasst. Im Zuge der Sanierungsmaßnahmen erhielt die Kirche eine elektrische Heizung. Das Gotteshaus ist heute eine der Empfängnis Mariens geweihte römisch-katholische Pfarrkirche des Dekanats Piława Górna im Bistum Świdnica. Am 30. September 2014 wurde die Kirche unter der Nr. A/5939 in das staatliche Verzeichnis der Baudenkmäler aufgenommen. 

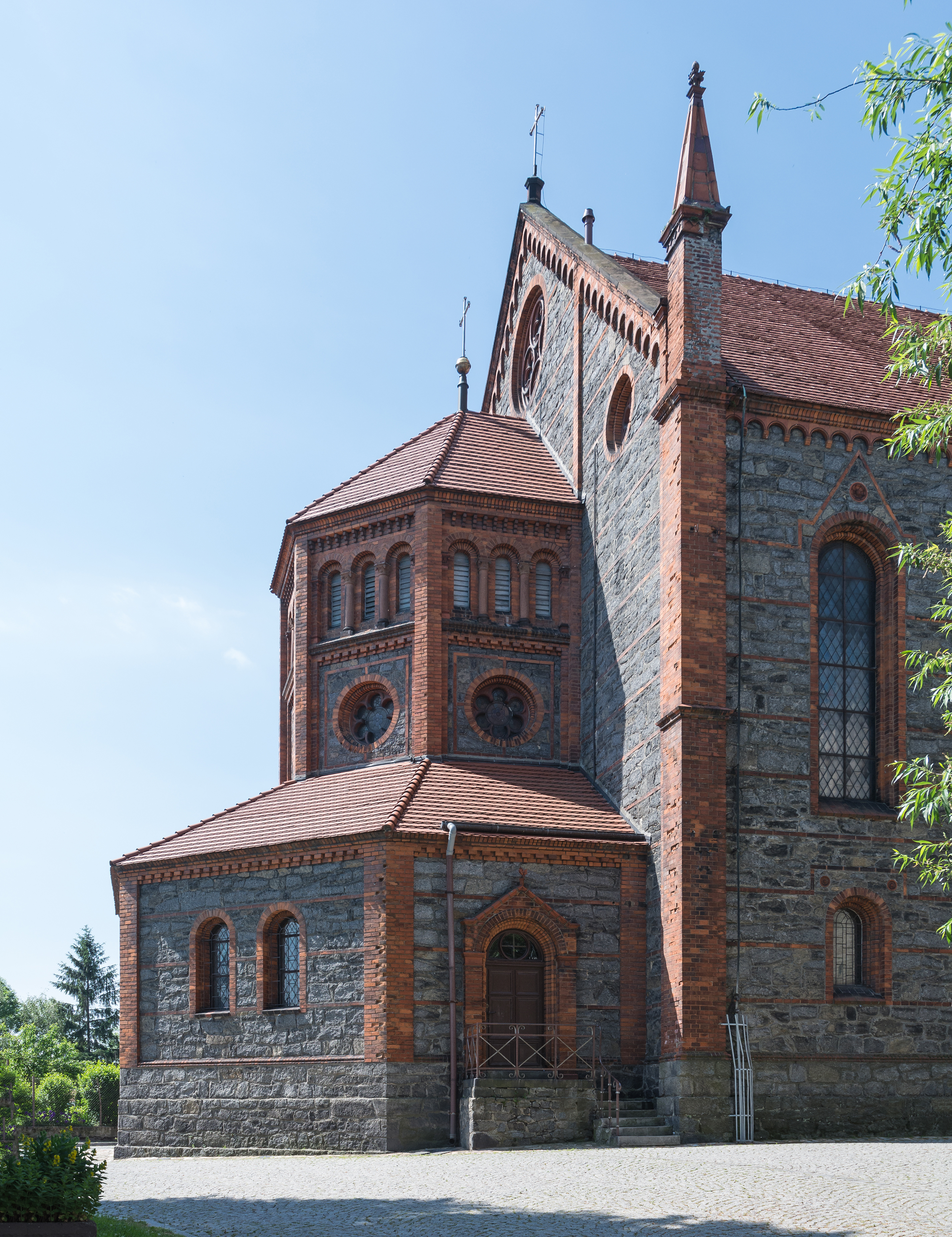
Chor

## Ausstattung

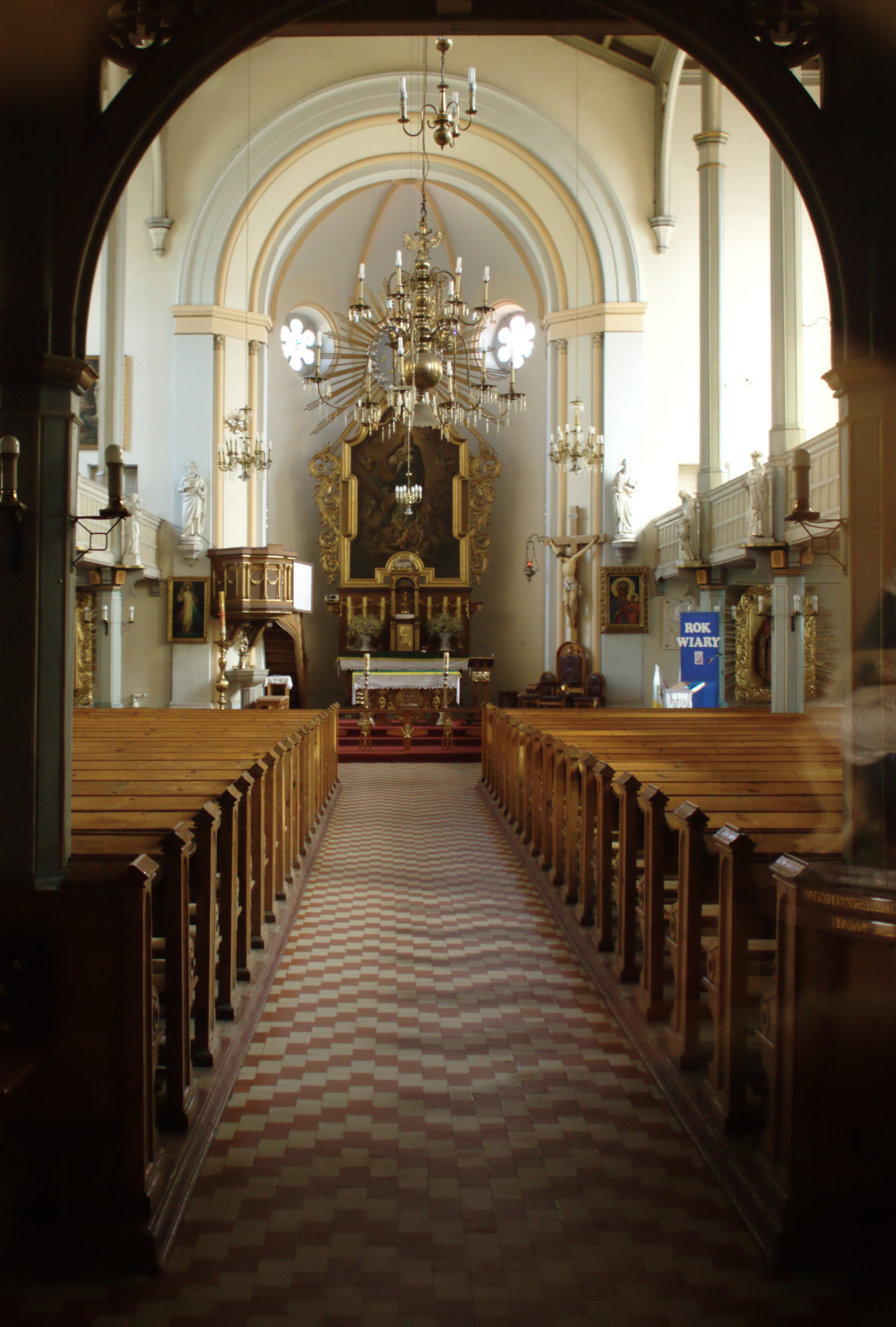
Innenraum

Zur Ausstattung zählen drei Barockaltäre aus dem 18. Jahrhundert und eine Kanzel. Das neugotische Taufbecken stammt aus der zweiten Hälfte des 19. Jahrhunderts.

## Parochie
Zur evangelischen Parochie Nimptsch waren Mitte des 19. Jahrhunderts gepfarrt:
- Nimptsch (1980 Einwohner, 1350 evangelisch)
- Altstadt und Pangel (354 Einwohner, 314 evangelisch)
- Gaumitz (294 Einwohner, 218 evangelisch)
- Kittelau (320 Einwohner, 303 evangelisch)
- Petrikau (161 Einwohner, 118 evangelisch)
- Vogelsang (215 Einwohner, 200 evangelisch)
- Woiselwitz (105 evangelische Einwohner)
- Tadelwitz (152 Einwohner, 141 evangelisch)

Zugeschlagene Gastgemeinden im Kreis Reichenbach waren:
- Girlachsdorf (987 Einwohner, 712 evangelisch)
- Guhlau und Johannisthal (420 Einwohner, 312 evangelisch)